# Burey-la-Côte
 Burey-la-Côte  là một xã thuộc tỉnh Meuse trong vùng Grand Est đông nam nước Pháp. Xã này nằm ở khu vực có độ cao trung bình 294 mét trên mực nước biển.
- (tiếng Pháp) Chateau.over-blog.net